# Roustabout
Roustabout (på dansk Gøglerkongen) er en amerikansk film fra 1964. Filmen, hvis hovedrolle blev spillet af Elvis Presley, blev produceret af Hal B. Wallis på Paramount Pictures med John Rich som instruktør.
Filmen blev indspillet 9. marts til 20. april 1964 og havde premiere den 11. november 1964. Den havde dansk premiere den 26. februar 1965. 
Roustabout var den 16. i rækken af film med Elvis Presley. Filmen, hvis manuskript blev skrevet af Anthony Lawrence og Allan Weiss efter en novelle af Allan Weiss, handler om en rastløs sanger, der tilfældigvis tilknyttes et stort omrejsende cirkus. Undervejs redder han cirkus fra fallit og scorer samtidig den kønne pige, det hele ledsaget af en række sange.
Roustabout blev optaget i Potrero Valley i Californien, USA.

## Musik
Filmens 11 sange blev alle indspillet i perioden 2. marts til 29. april 1964 hos Radio Recorders i Hollywood, og samtlige sange i filmen var sunget af Elvis Presley. Soundtracket fra filmen blev udsendt som en LP-plade, der også blev døbt Roustabout. 
LP'en indeholdt følgende sange:

### Side 1
- "Roustabout" (Bernie Baum, Bill Giant, Florence Kaye)

indspillet 29. april 1964
- "Little Egypt" (Jerry Leiber, Mike Stoller)

indspillet 2. marts 1964
- "Poison Ivy League" (Bernie Baum, Bill Giant, Florence Kaye)

indspillet 2. marts 1964
- "Hard Knocks" (Joe Byers)

indspillet 2. marts 1964
- "It's A Wonderful World" (Roy C. Bennett, Sid Tepper)

indspillet 2. marts 1964
- "Big Love, Big Heartache" (Dolores Fuller, Lee Morris, Sonny Hendrix)

indspillet 3. marts 1964

### Side 2
- "One Track Heart" (Bernie Baum, Bill Giant, Florence Kaye)

indspillet 3. marts 1964
- "It's Carnival Time" (Ben Weisman, Sid Wayne)

indspillet 3. marts 1964
- "Carny Town" (Fred Wise, Randy Starr)

indspillet 3. marts 1964
- "There's A Brand New Day On The Horizon" (Joy Byers)

indspillet 3. marts 1964
- "Wheels On My Heels" (Roy C. Bennett, Sid Tepper)

indspillet 3. marts 1964
"There's A Brand New Day On The Horizon" er en omskrivning af den gamle smædevise fra den amerikanske borgerkrig, "John Brown's Body" (komponeret af William Steffe), som senere blev til "Battle Hymn Of The Republic" med tekst af Julia Ward Howe.
Sangen "I'm a Roustabout" (en anden sang end titelnummeret og skrevet af Otis Blackwell og Winfield Scott) blev optaget samtidig, men ikke brugt i filmen. Den blev i mange år anset for at være gået tabt, men blev fundet i starten af dette århundrede og derpå udsendt af RCA i 2003 på CD'en "2nd to None".

## Andet
Filmen blev optaget i den periode, hvor Elvis dyrkede en hel del kampsport, og han insisterede på at lave alle sine egne stunts i filmen selv. Det resulterede i en del skrammer, bl.a. fik han skamferet ansigtet under et slagsmål udenfor en te-salon i starten af filmen.
Det senere så kendte sexsymbol Raquel Welch havde en tidlig rolle som skuespiller i Roustabout. Hendes rolle var som ung college-pige, der var kunde i ovennævnte te-salon. Rollen var dog så ubetydelig, at hun ikke blev nævnt i rulleteksterne.
I slutningen af filmen rækker Elvis et lille barn til 'den stærke mand' i det omrejsende cirkus. Den stærke mand blev spillet af Richard Kiel, der senere blev berømt for sin figur 'Jaws' i et par James Bond-film.